# Llac Daumesnil

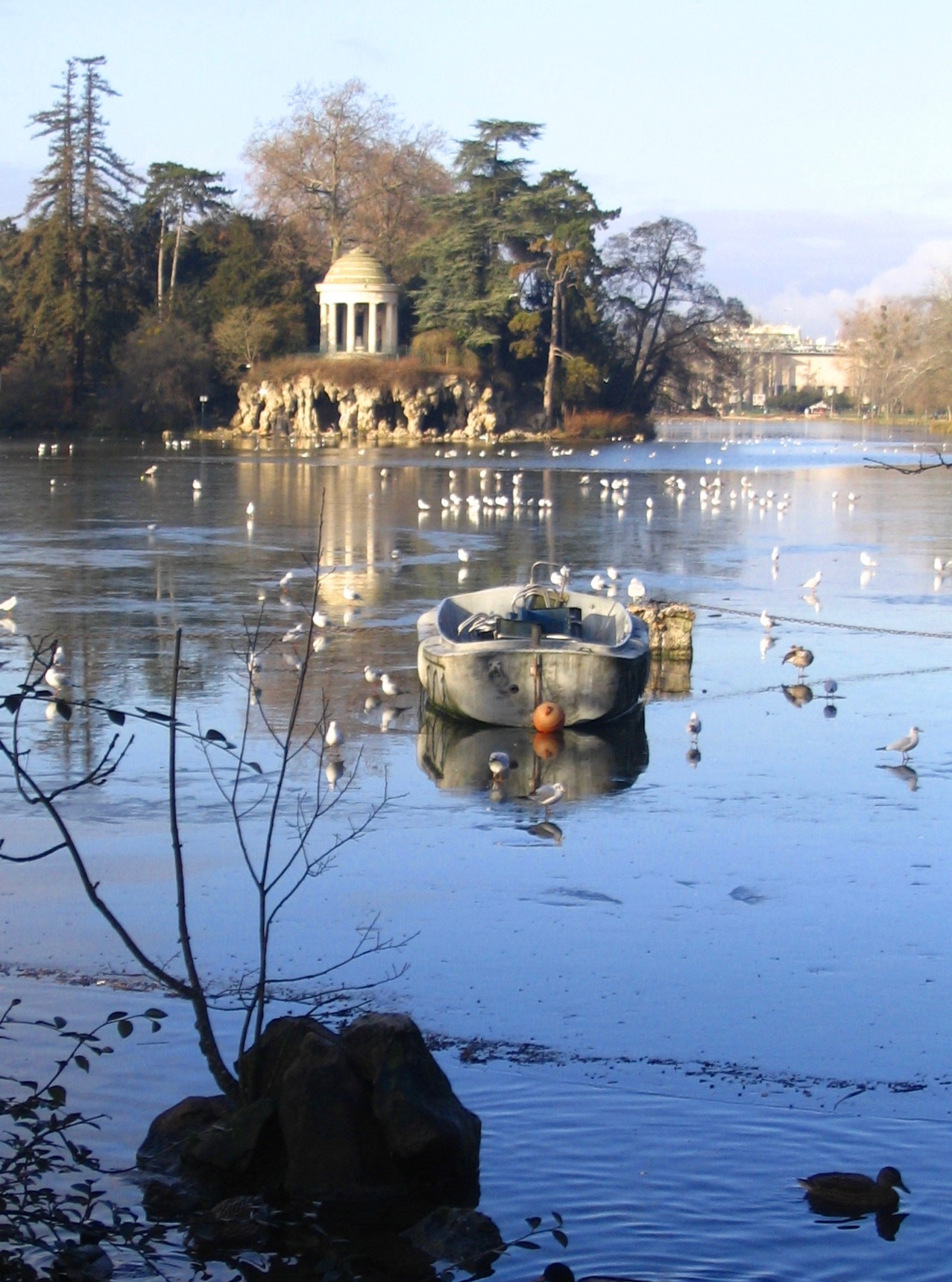
Vista del llac Daumesnil i el temple grec.

El llac Daumesnil (lac Daumesnil, en francès) és un llac artificial del Bosc de Vincennes, a l'est de París, a França. Forma part de la xarxa hidràulica del bosc de Vincennes i és alimentat per les aigües del Sena (de manera inicial, de les del  Marne).
El llac Daumesnil, que porta el nom del baró Pierre Daumesnil, conté dues illes, l'illa de Bercy i l'illa de Reuilly. Prop de les ribes del llac es troben la pagoda de Vincennes i el temple budista tibetà de Kagyu-Dzong.
Cap a 1865, el passeig públic del bosc de Vincennes es va unir al parc de Charenton, unint el bosc a la ciutat de París; és en aquesta part que es va cavar aquesta bassa de 12 hectàrees.
El llac Daumesnil està envoltat pel passeig Maurice Boitel.